# Mardié
Mardié é uma comuna francesa na região administrativa do Centro, no departamento Loiret. Estende-se por uma área de 17,25 km². Em 2010 a comuna tinha 2 928 habitantes (densidade: 169,7 hab./km²).